# 烏龍舎
烏龍舎（ウーロンシャ、OORONG-SHA）は、日本の音楽・映像制作プロダクション株式会社OORONG-SHA（Oorong-Sha Co., Ltd.）を中心とする企業グループ。1991年設立。代表取締役社長は小林武史。

## 概要
1991年に小林武史を中心とする音楽制作プロデュースチームとしてスタート。のちにマネジメント業務も行い、Mr.Children・My Little Lover・レミオロメンなどの音源制作・プロモーション・ライブ制作など、アーティストに関わるすべての業務を手掛けるようになった。
社名は小林が好きな飲みものだという烏龍茶に由来する。
子会社に烏龍舎音楽出版、途中舎、関連会社・事業にap bank、kurkku、耕すがある。

## 沿革
1991年、東京都港区に設立。
2003年、小林武史と所属アーティストであるMr.Childrenの櫻井和寿が中心となりap bankを設立。OORONG-SHAが全面的にバックアップを行い、ap bank fesや Bank Bandの活動を通して社会活動にも力を注ぐようになる。
2007年、OORONG RECORDSを設立し、音楽レーベルとしての活動をスタート。
2009年、小林武史が岩井俊二と映画プロデュース会社KEY WORKSを設立。同年11月、新会社B.B.O.apartmentを設立。

## 所属アーティスト

### 株式会社OORONG-SHA
- 小林武史
- エリイ
- 小倉博和
- 四家卯大

### 株式会社エンジン
- Mr.Children
- ナオト・インティライミ
- 大久保嘉人

### 過去の所属者
- LEGO BIG MORL（2019年4月2日に株式会社LAIKA設立。）
- My Little Lover
- レミオロメン
- Salyu
- 桐嶋ノドカ
- HARUHI
- anderlust
- 神宮司治
- 前田啓介

## 事業内容
- アーティスト新人開発
- 音楽原盤制作
- 音楽映像（コンサート演出映像、ミュージックビデオ、テレビ番組等）の企画制作
- コンサート制作
- レコーディングスタジオのマネージメント
- レコーディングエンジニア、シンセサイザーオペレーター、ミュージシャンのマネージメント